# Petaloconchus erectus
Petaloconchus erectus is een slakkensoort uit de familie van de Vermetidae. De wetenschappelijke naam van de soort is voor het eerst geldig gepubliceerd in 1888 door Dall.